# ティグラノセルタの戦い
ティグラノセルタの戦い（ティグラノセルタのたたかい、英語: Battle of Tigranocerta、アルメニア語:Տիգրանակերտի ճակատամարտը）は、紀元前69年10月6日にアルメニア王国の首都ティグラノセルタ (現トルコのディヤルバクル市近郊)で起こったローマ軍とアルメニア軍の戦いである。執政官 ルキウス・リキニウス・ルクッルス率いるローマ軍がアルメニア国王ティグラネス2世(ティグラネス大王)率いるアルメニア軍を破った。第三次ミトリダテス戦争中のアルメニア戦役(前69年-前67年)の主要な戦いの一つ。

## 背景
「大王」と称されたティグラネス2世は、ポントス国王のミトリダテス6世の娘クレオパトラと結婚して西方の安全を確保すると、近東一帯に勢力を拡大しパルティアやメソポタミア、レバントの一部にまで支配を及ぼしていた。シリアに自身の名を冠して建設した王都ティグラノセルタには、アラブ人、ギリシャ人、ユダヤ人らを移住させた。同市は王国の政治経済の拠点となり、ヘレニズム文化の中心にまで発展した。

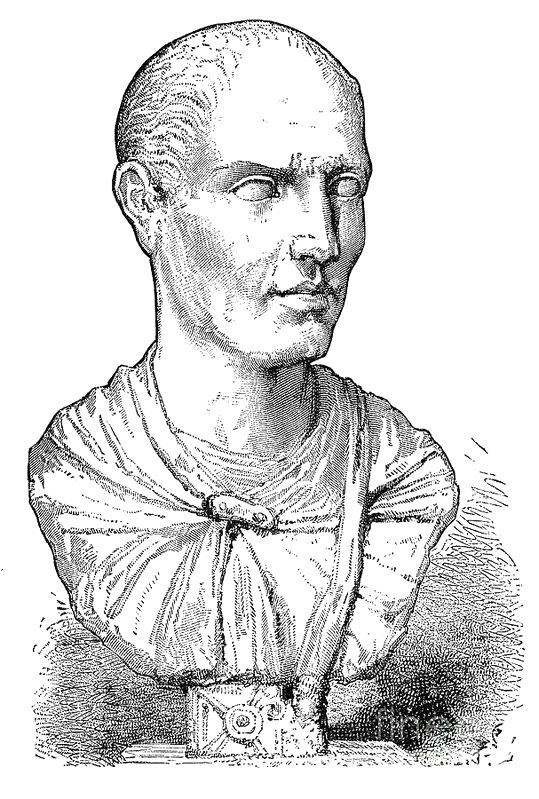
ルキウス・リキニウス・ルクッルス

しかし、ミトリダテス戦争でローマ軍がポントス王国相手に連勝するとアルメニア王国の覇権は危機を迎えた。第三次ミトリダテス戦争でローマ執政官ルクッルスは破竹の進撃を重ね、ローマ軍に追われたポントス王ミトリダテス6世はティグラネス2世の庇護を求めてアルメニア王国に亡命した。ルクッルスはミトリダテス2世を差し出すように要求したが、アルメニア王はこれを撥ねつけ、戦支度を始めた。ルクッルスはアルメニア侵攻の準備に着手し、紀元前69年夏にカッパドキアに軍を進めた。ユーフラテス川を渡ったローマ軍は首都ティグラノセルタがあるアルメニアのソフィーネ州に進軍した。

## ティグラノセルタ包囲

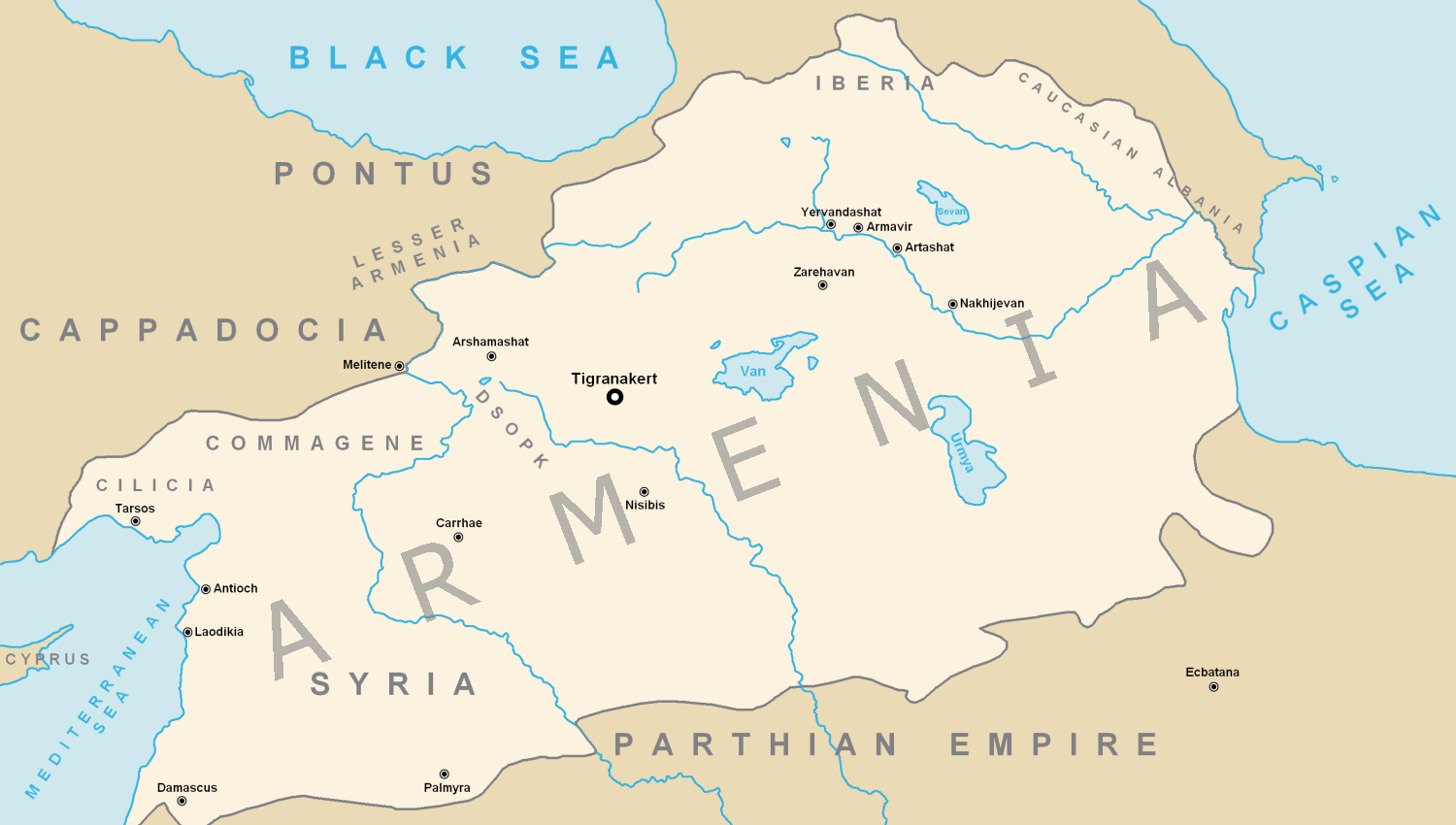
紀元前80年前後のアルメニア王国の領土

ティグラノセルタのティグラネス2世はルクッルスの進撃速度に驚愕し、将軍ミトロバルザネスに3千余りの騎兵を預けて送り出したが、ルクッルスのレガトゥス(副官)の一人セクスティリウス率いる1600のローマ騎兵に撃破された。緒戦の敗北を知ったティグラネス2世は首都防衛を重臣に任せ、トロス山脈で軍を募った。ルクッルスの副官らがこれを追う一方、ルクッルス自身はティグラノセルタを包囲した。
ギリシャの歴史家アッピアノスによると、攻城戦が始まった紀元前69年夏の時点でティグラノセルタはまだ建設途中だったという。要所に塔を配置した高さ25メートルの分厚い城壁が巡らされ、長引く攻城戦にも耐えられるよう防備が増強された。ローマ軍は攻城兵器で攻め立てたが、防戦側は壁上から攻め手にナフサ(粗製ガソリン)を浴びせるなどして応戦したため、史上初めて化学兵器が使われた戦場とも言われている。一方で、無理やり移住させられていた城内の外国人住民の忠誠心はかなり疑わしいものだった。

## 兵力
ローマ　アッピアノスによると、ルクッルスがローマを出撃する際に率いていたのはわずか1軍団(レギオン)で、アナトリアに入った段階で更に4軍団を加えたとしている。全軍は3万のローマ重装歩兵と1600の騎兵で、アルメニアに逃亡したミトリダテス6世を更に追ったのはわずか2軍団と500の騎兵だったという。この説に対しては、兵力が少なすぎて信憑性に欠けるとの批判がある。イギリスの歴史学者シャーウィン・ホワイトはルクッルス軍の兵力を、古参兵1万2千(3個軍団)と属州から徴集した4千の騎兵、軽歩兵、更にガリア、トラキア、ビテュニアの歩兵と騎兵が加わっていたと推定している。
アルメニア　アルメニア軍の兵力はローマ軍を遥かに上回っていた。アッピアノスは歩兵25万と騎兵5万と記しているが、これは多すぎると多くの歴史家が疑問を呈している。プルタルコスは著書の中で、ローマ軍を侮ったティグラネス2世が「使者にしては多いが、兵士にしては少なすぎる」と嘲笑ったと伝えている。

## 戦闘

### 布陣
両軍はティグラノセルタの南西を流れる川を挟んで対陣した。ティグラネス2世の軍は川の東岸に布陣し、ルクッルスの軍は川の西岸に布陣しつつ後衛はティグラノセルタ包囲のために残した。アルメニア軍は左翼、右翼、中央に三分割され、王自身は重騎兵を率いて中央に陣取った。アルメニア軍の中核たるこの重騎兵は、騎手が鎖帷子を纏い軍馬も馬鎧を装着し、ランス (槍)や槍、弓矢で武装していた。歩兵や輜重の馬車列は戦場東側の丘のふもとに配置された。
ルクッルスの幕僚らは当初、10月6日の開戦を思いとどまるように説得した。というのも、この日は紀元前105年に大カエピオ率いるローマ軍がキンブリ人、テウトニ人に大敗し、カンネーの戦い以来の壊滅的敗北と言われたアラウシオの戦いが行われた日だったからである(キンブリ・テウトニ戦争)。ルクッルスは配下の迷信を笑い、「よろしい、それではこの日をローマ人にとって吉日と変えてみせよう」と答えたと言われる。

### 開戦
ルクッルスは重装歩兵の一部を渡河させるため下流に移動させたが、ティグラネス2世はこの動きを見て、ローマ軍が戦場から撤退すると勘違いした。ルクッルスは当初、敵の射撃や投石による自軍の被害を少なくするため、重装歩兵に駆け足で突撃させて白兵戦に持ち込もうと考えていた。しかし、敵陣前面に展開するアルメニア重騎兵がローマ重装歩兵にとって脅威になると判断したため開戦直前に計画を変更し、ガリア騎兵とトラキア騎兵に敵騎兵の攻撃を命じた。
アルメニア重騎兵はローマ軍のガリア・トラキア騎兵におびき出され、ローマ重装歩兵から注意がそれた。これを見て、ルクッルスは重装歩兵の二つのコホルス(大隊)をマニプルス(中隊)単位に分割して下流の浅瀬で渡河を命じた。この歩兵でアルメニア軍左翼の南側を反時計回りに迂回し、アルメニア軍の背後から敵重騎兵を攻撃するという作戦だった。ルクッルスは自ら重装歩兵を率いて敵の背後の丘に登ると、「兵士たちよ、勝利は我らのものだ」と兵を鼓舞した。
重騎兵にとって唯一防具が無い弱点である馬の脚を狙うようにルクッルスから指示を受けると、重装歩兵は丘を駆け下って背後からアルメニア重騎兵に襲いかかった。慌てふためいた騎兵が攻撃から逃れようと味方の戦列の方へ突進したため、コルキス兵やメディア兵ら多くの外国人部隊から成る歩兵部隊が崩壊し、その動揺は全軍に広まった。アルメニア軍は総崩れとなりティグラネス2世は北へ逃走した。アルメニア軍の被害は1万とも10万とも言われている。プルタルコスは「ローマ軍は100人が負傷し、5人が死んだ」と著作の中で紹介しているが、ローマ軍の犠牲があまりに少ないため現実味に欠け、研究者の間でも異論が多い。

## 戦後
アルメニア軍が壊滅し外国人住民がティグラノセルタの城門を開いたため、ローマ軍は城内になだれ込んで略奪と破壊の限りを尽くし、街は灰燼に帰した。大王の莫大な財宝は8千タラント相当の価値があり、ローマ軍の全兵士には800ドラクマが配られた。ティグラネス2世はトロス山脈以南の領土をすべて失った。
ルクッルスはティグラネス2世に痛撃を加えたが、戦争を終結させるまでには至らなかった。アルメニア軍はアルタクサタの戦い(紀元前68年)でもローマ軍に大敗を喫したが、ミトリダテス6世とティグラネス2世は北方に逃れて何とか追撃をかわした。ルクッルスは帰郷を望む兵士たちの反抗に遭い、アルメニアから撤兵した。
多くの歴史家は、ティグラノセルタの戦いでルクッルスが圧倒的な数的不利を覆したことを強調する。マキャヴェッリはその著書『戦術論』の中で、ティグラネス2世が歩兵に比べて騎兵を偏重したことを批判している。